# Cité du train

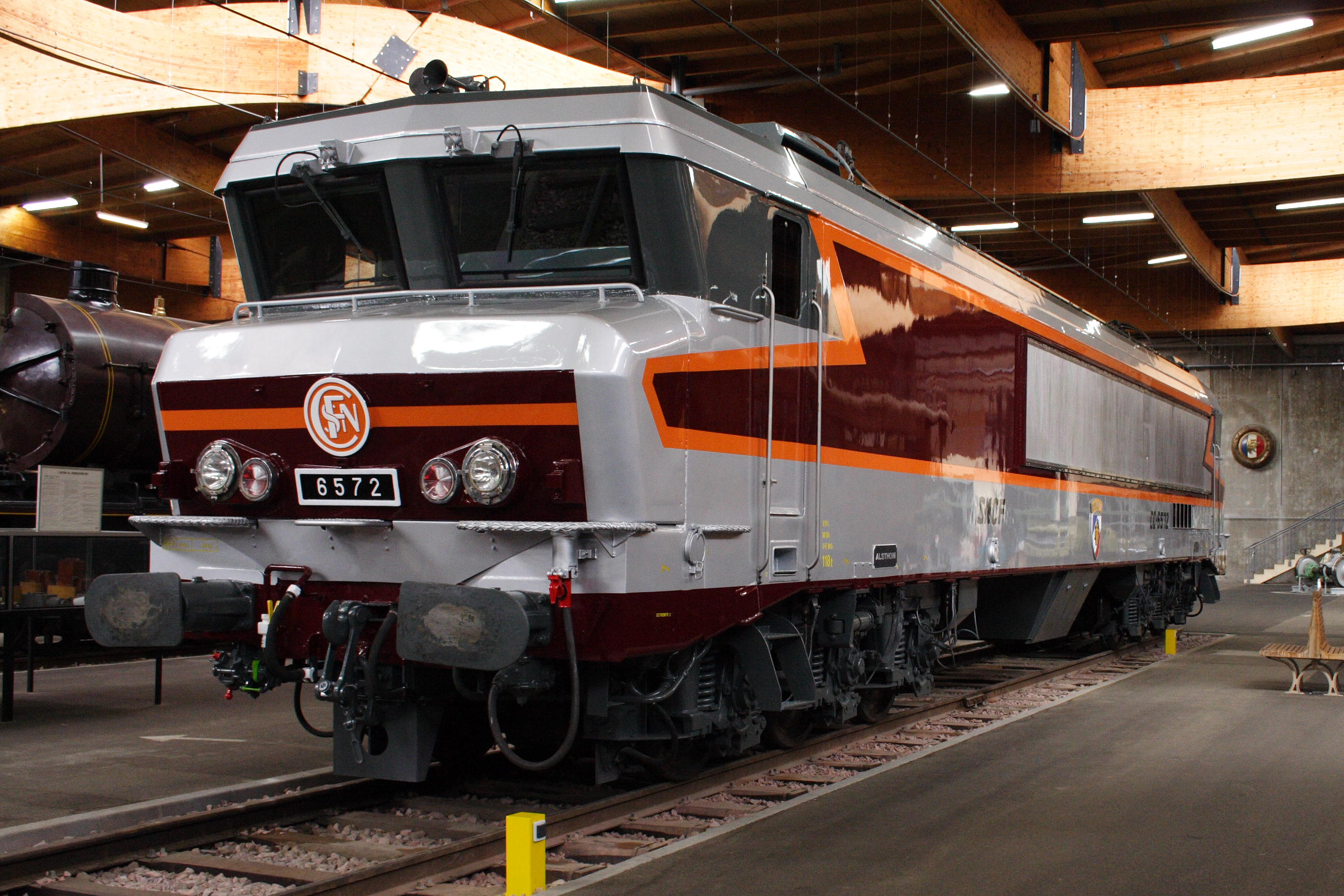
Egy SNCF CC 6500 sorozatú villamosmozdony a múzeumban

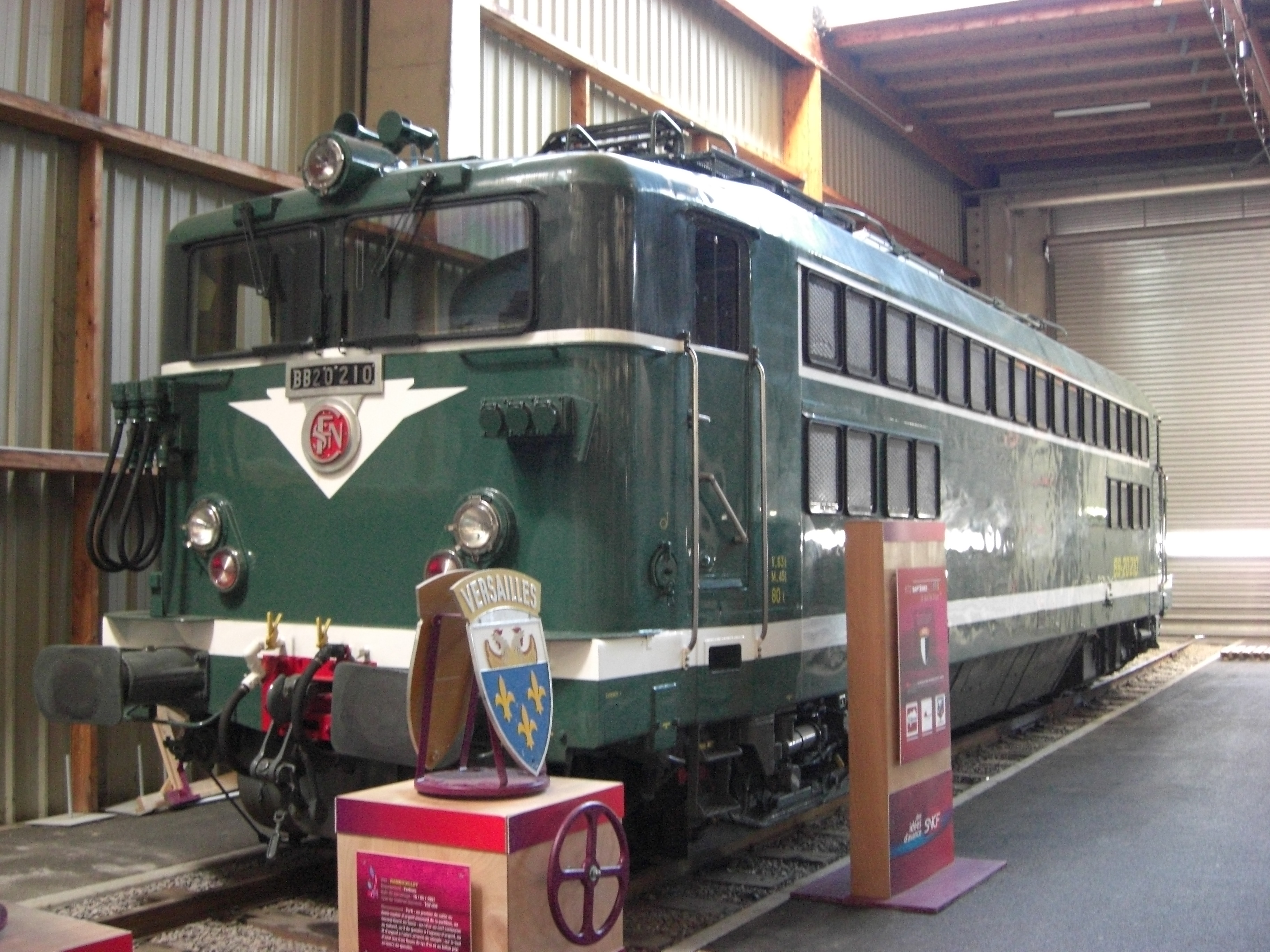
SNCF BB 20200 sorozat

A Cité du train, teljes nevén a Musée français du chemin de fer a nemzeti vasúti múzeum Mulhouseben, Franciaországban. A múzeum tömegközlekedéssel megközelíthető a Mulhouse-i villamossal, vonattal vagy autóbusszal. 1961-ben nyílt meg.
A múzeum három nagyobb teremből áll, továbbá található itt egy étterem is. Teljes területe 15 000 m², évente több mint 200 000 látogatót vonz.